# Episodi di Mary Tyler Moore (quinta stagione)
La quinta stagione della serie televisiva Mary Tyler Moore è stata trasmessa in anteprima negli Stati Uniti d'America dalla CBS tra il 14 settembre 1974 e l'8 marzo 1975.
| nº | Titolo originale                         | Titolo italiano | Prima TV USA      | Prima TV Italia |
| -- | ---------------------------------------- | --------------- | ----------------- | --------------- |
| 1  | Will marzo Richards Go to Jail?          |                 | 14 settembre 1974 |                 |
| 2  | Not Just Another Pretty Face             |                 | 21 settembre 1974 |                 |
| 3  | You Sometimes Hurt the One You Hate      |                 | 28 settembre 1974 |                 |
| 4  | Lou and That Woman                       |                 | 5 ottobre 1974    |                 |
| 5  | The Outsider                             |                 | 12 ottobre 1974   |                 |
| 6  | I Love a Piano                           |                 | 19 ottobre 1974   |                 |
| 7  | A New Sue Ann                            |                 | 26 ottobre 1974   |                 |
| 8  | Menage-a-Phyllis                         |                 | 2 novembre 1974   |                 |
| 9  | Not a Christmas Story                    |                 | 9 novembre 1974   |                 |
| 10 | What Are Friends For?                    |                 | 16 novembre 1974  |                 |
| 11 | A Boy's Best Friend                      |                 | 23 novembre 1974  |                 |
| 12 | A Son for Murray                         |                 | 30 novembre 1974  |                 |
| 13 | Neighbors                                |                 | 7 dicembre 1974   |                 |
| 14 | A Girl Like Mary                         |                 | 14 dicembre 1974  |                 |
| 15 | An Affair to Forget                      |                 | 21 dicembre 1974  |                 |
| 16 | Mary Richards: Producer                  |                 | 4 gennaio 1975    |                 |
| 17 | The System                               |                 | 11 gennaio 1975   |                 |
| 18 | Phyllis Whips Inflation                  |                 | 18 gennaio 1975   |                 |
| 19 | The Shame of the Cities                  |                 | 25 gennaio 1975   |                 |
| 20 | Marriage Minneapolis Style               |                 | 1º febbraio 1975  |                 |
| 21 | You Try to Be a Nice Guy                 |                 | 8 febbraio 1975   |                 |
| 22 | You Can't Lose 'em All                   |                 | 15 febbraio 1975  |                 |
| 23 | Ted Baxter's Famous Broadcasters' School |                 | 22 febbraio 1975  |                 |
| 24 | Anyone Who Hates Kids and Dogs           |                 | 8 marzo 1975      |                 |